# Lunacid
Lunacid est un jeu vidéo indépendant d'action-rpg en première personne, développé et publié par KIRA LLC en 2023. Le jeu est sorti le 30 octobre 2023 sur Windows. Lunacid s'inspire de la série King's Field et d'autres RPG tels que Drakengard, dont les graphismes peu détaillés s'inspirent de l'esthétique low poly, similaire à certains jeux PlayStation. Situé dans un univers dark fantasy, le protagoniste, accusé de vol, est banni dans le Great Well, un monde souterrain dont personne ne peut revenir vivant. Le protagoniste embarque dans une quête afin d'affronter le Dreamer une ancienne créature endormie au fond du puits.
Une préquelle se déroulant des milliers d'années avant les événements de Lunacid, intitulée Lunacid: Tears of the Moon, est sortie le 12 avril 2025.

## Réception
Le jeu a reçu des critiques majoritairement positives, louant l'esthétique du jeu, sa bande son et le level design, bien que les combats ont été décris comme très basiques.
James Galizio de RPG Site a émit une critique très positive de Lunacid, affirmant qu'il se démarque des jeux dont il s'inspire. Il a salué sa non-linéarité, affirmant qu'il avait été séduit par sa boucle de gameplay. Cependant, il décrit le combat au corps à corps comme « maladroit » et n'a pas aimé les combats de boss, qu'il a décrits comme ayant des « trop de PV » à moins d'utiliser des sorts puissants contre eux.
Marco Bortoluzzi de The Games Machine a donné au jeu une note positive. Il a qualifié le jeu de charmant et old-school, mais a noté que l'équilibre du jeu favorisait fortement les sorts par rapport aux combats physiques. Kerry Brunskill de PC Gamer a parlé du jeu comme « un parfait exemple de comment bien recréer la nostalgie PS1 », affirmant qu'il « capture parfaitement l'esprit de cette époque ».